# Giuseppe Giannini
Giuseppe Giannini (* 20. August 1964 in Rom) ist ein ehemaliger italienischer Fußballspieler und heutiger -trainer.

## Spielerkarriere

### Im Verein
Seine Karriere begann Giannini bei Frattocchie, einem Klub in Marino bei Rom. Wenig später wechselte er zum AS Rom, neben Lazio der berühmteste Klub der Stadt. Von 1982 bis 1996 hielt er den Giallorossi die Treue und avancierte in dieser Zeit zum großen Fanliebling und Idol. Bereits in seiner ersten Saison wurde Giannini mit der von Nils Liedholm trainierten Mannschaft italienischer Meister, wenn er auch damals noch als einer der jüngsten in der Mannschaft selten eingesetzt wurde. Danach gewann der Mittelfeldspieler mit dem AS Rom  noch dreimal die Coppa Italia. Als Giuseppe Giannini im Sommer 1996 zum SK Sturm Graz wechselte, war das Entsetzen bei den Fans in Rom groß. Jedoch blieb er nicht lange im Ausland; zu sehr plagte ihn das Heimweh. Nach weiteren erfolglosen Gastspielen beim SSC Neapel und der US Lecce beendete er seine Karriere im Jahr 1999.
Giannini spielte 318 Mal in der Serie A und erzielte dabei 49 Tore. In europäischen Cup-Bewerben wurde er in 38 Spielen eingesetzt (7 Tore).

### In der Nationalmannschaft
Giuseppe Giannini nahm mit der italienischen Nationalmannschaft an der EM 1988 sowie an der Heim-WM 1990 teil. Beide Male schieden die Italiener im Halbfinale aus. In 47 Spielen für die „Azzurri“ erzielte der 177 cm große Giannini sechs Tore, darunter das 1:0-Siegtor im Gruppenspiel gegen die USA bei der WM 1990.

## Trainerkarriere
Giuseppe Gianninis erste Station als Trainer war 2004/05 die US Foggia. Danach betreute er die SS Sambenedettese Calcio, den rumänischen Verein FC Argeș Pitești sowie die US Massese.
Im Jahr 2008 übernahm Giannini als Cheftrainer den apulischen Verein Gallipoli Calcio, den er bereits in der ersten Saison zum Aufstieg in die Serie B führte. Im März 2010 trat Giannini nach unbefriedigenden sportlichen Leistungen der Mannschaft als Cheftrainer zurück und wurde durch Ezio Rossi ersetzt. Der Verein lag zu jenem Zeitpunkt nach einer Niederlagenserie auf einem Abstiegsplatz und konnte auch unter seinem Nachfolger Rossi den Ligaerhalt nicht realisieren.
Am 22. Juni 2010 unterzeichnete Giannini einen Zweijahresvertrag beim Drittligisten Hellas Verona. Das Ziel lautete Aufstieg in die Serie B. Nach einem durchwachsenen Saisonstart wurde er im November 2010 bereits wieder entlassen. Von Ende Oktober 2011 bis im Dezember 2011 war er Cheftrainer bei US Grosseto. Aufgrund von Meinungsverschiedenheiten mit dem Vereinspräsidenten trat Giannini freiwillig von seinem Posten zurück.
Am 30. Juni 2013 übernimmt Giannini die Auswahlmannschaft des Libanons und tritt somit die Nachfolge des nach Al-Ettifaq (Saudi-Arabien) abgewanderten Theo Bücker an.

## Erfolge
- U-21-Vize-Europameister: 1986
- Dritter der Weltmeisterschaft: 1990
- Italienischer Meister: 1982/83
- Italienischer Pokalsieger: 1983/84, 1985/86, 1990/91
- Österreichischer Pokalsieger: 1996/97

## Trivia
Wegen seiner beeindruckenden Spielweise wurde Giannini von den Roma Fans, den „romanisti“, auch als Il Principe (der Prinz) bezeichnet.

## Verweise